# Ephydridae
Famille
Les Ephydridae sont une famille de diptères muscomorphes.

## Liste des sous-familles, genres et tribus
Selon BioLib (15 mai 2019) :
- sous-famille Discomyzinae
  - tribu Discomyzini
    - genre Actocetor Becker, 1903
    - genre Clasiopella Hendel, 1914
    - genre Discomyza Meigen, 1830
    - genre Hostis Cresson, 1945

  - tribu Psilopini
    - genre Ceropsilopa Cresson, 1917
    - genre Clanoneurum Becker, 1903
    - genre Cnestrum Becker, 1896
    - genre Cressonomyia
    - genre Guttipsilopa
    - genre Helaeomyia
    - genre Leptopsilopa Cresson, 1922
    - genre Paratissa
    - genre Psilopa Fallén, 1823
    - genre Rhysophora
    - genre Scoliocephalus Becker, 1903
    - genre Trimerina Macquart, 1835
    - genre Trimerinoides
- sous-famille Ephydrinae
  - tribu Dagini
    - genre Brachydeutera Loew, 1862
    - genre Dagus Cresson, 1935
    - genre Sinops Zhang, Yang & Mathis, 2005

  - tribu Ephydrini
    - genre Calocoenia Mathis, 1975
    - genre Cirrula Cresson, 1915
    - genre Coenia Robineau-Desvoidy, 1830
    - genre Dimecoenia Cresson, 1916
    - genre Ephydra Fallén, 1810
    - genre Ephydrella Tonnoir & Malloch, 1926
    - genre Halmopota Haliday, 1856
    - genre Paracoenia Cresson, 1935
    - genre Setacera Cresson, 1930

  - tribu Parydrini
    - genre Callinapaea
    - genre Eutaenionotum Oldenberg, 1923
    - genre Parydra Stenhammar, 1844
    - genre Rhinonapaea

  - tribu Scatellini
    - genre Amalopteryx Eaton, 1875
    - genre Apulvillus Malloch, 1934
    - genre Haloscatella Mathis, 1979
    - genre Lamproscatella Hendel, 1917
    - genre Limnellia Malloch, 1925
    - genre Philotelma Becker, 1896
    - genre Scatella Robineau-Desvoidy, 1830
    - genre Scatophila Becker, 1896
    - genre Teichomyza Macquart, 1835
    - genre Thinoscatella Mathis, 1979
- sous-famille Gymnomyzinae
  - tribu Discocerinini
    - genre Diclasiopa Hendel, 1917
    - genre Discocerina Macquart, 1835
    - genre Ditrichophora Cresson, 1924
    - genre Gymnoclasiopa Hendel, 1930
    - genre Hecamedoides Hendel, 1917
    - genre Lamproclasiopa Hendel, 1933
    - genre Orasiopa Zatwarnicki & Mathis, 2001
    - genre Polytrichophora Cresson, 1929

  - tribu Gymnomyzini
    - genre Athyroglossa Loew, 1860
    - genre Chaetomosillus Hendel, 1934
    - genre Chlorichaeta Becker, 1922
    - genre Gymnopiella Cresson, 1945
    - genre Mosillus Latreille, 1804
    - genre Placopsidella Kertész, 1901
    - genre Stratiothyrea De Meijere, 1913
    - genre Trimerogastra Hendel, 1914

  - tribu Hecamedini
    - genre Allotrichoma Becker, 1896
    - genre Elephantinosoma Becker, 1903
    - genre Hecamede Haliday, 1837

  - tribu Lipochaetini
    - genre Glenanthe Haliday, 1839
    - genre Homalometopus Becker, 1903

  - tribu Ochtherini
    - genre Ochthera Latreille, 1802
- sous-famille Hydrelliinae
  - tribu Atissini
    - genre Asmeringa Becker, 1903
    - genre Atissa Haliday in Curtis, 1837
    - genre Ptilomyia Coquillet, 1900
    - genre Schema Becker, 1907
    - genre Subpelignus Papp, 1983

  - tribu Dryxini
    - genre Dryxo Robineau-Desvoidy, 1830
    - genre Paralimna Loew, 1862

  - tribu Hydrelliini
    - genre Cavatorella Deonier, 1995
    - genre Hydrellia Robineau-Desvoidy, 1830
    - genre Lemnaphila Cresson, 1933

  - tribu Notiphilini
    - genre Agrolimna Cresson, 1917
    - genre Dichaeta Meigen, 1830
    - genre Notiphila Fallén, 1810

  - tribu Typopsilopini
    - genre Eleleides Cresson, 1948
    - genre Typopsilopa Cresson, 1916
- sous-famille Ilytheinae
  - tribu Hyadinini
    - genre Axysta Haliday, 1839
    - genre Hyadina Haliday in Curtis, 1837
    - genre Lytogaster Becker, 1896
    - genre Parydroptera Collin, 1913
    - genre Pelina Haliday in Curtis, 1837
    - genre Philygria Stenhammar, 1844

  - tribu Ilytheini
    - genre Ilythea Haliday, 1839
    - genre Zeros Cresson, 1943

  - tribu Philygriini
    - genre Nostima Coquillett, 1900
- sous-famille Parydrinae
  - tribu Gastropsini
    - genre Gastrops
- sous-famille Psilopinae
  - genre Cerometopum Cresson, 1914
- genre Acanthonotiphila Lamb, 1912
- genre Achaetorisa Papp, 1980
- genre Afrolimna Cogan, 1968
- genre Austrocoenia Wirth, 1970
- genre Beckeriella Williston, 1897
- genre Blepharotarsus Macquart, 1843
- genre Cerobothrium Frey, 1958
- genre Keratocera Robineau-Desvoidy, 1830